# 博尼圖 (南馬托格羅索州)

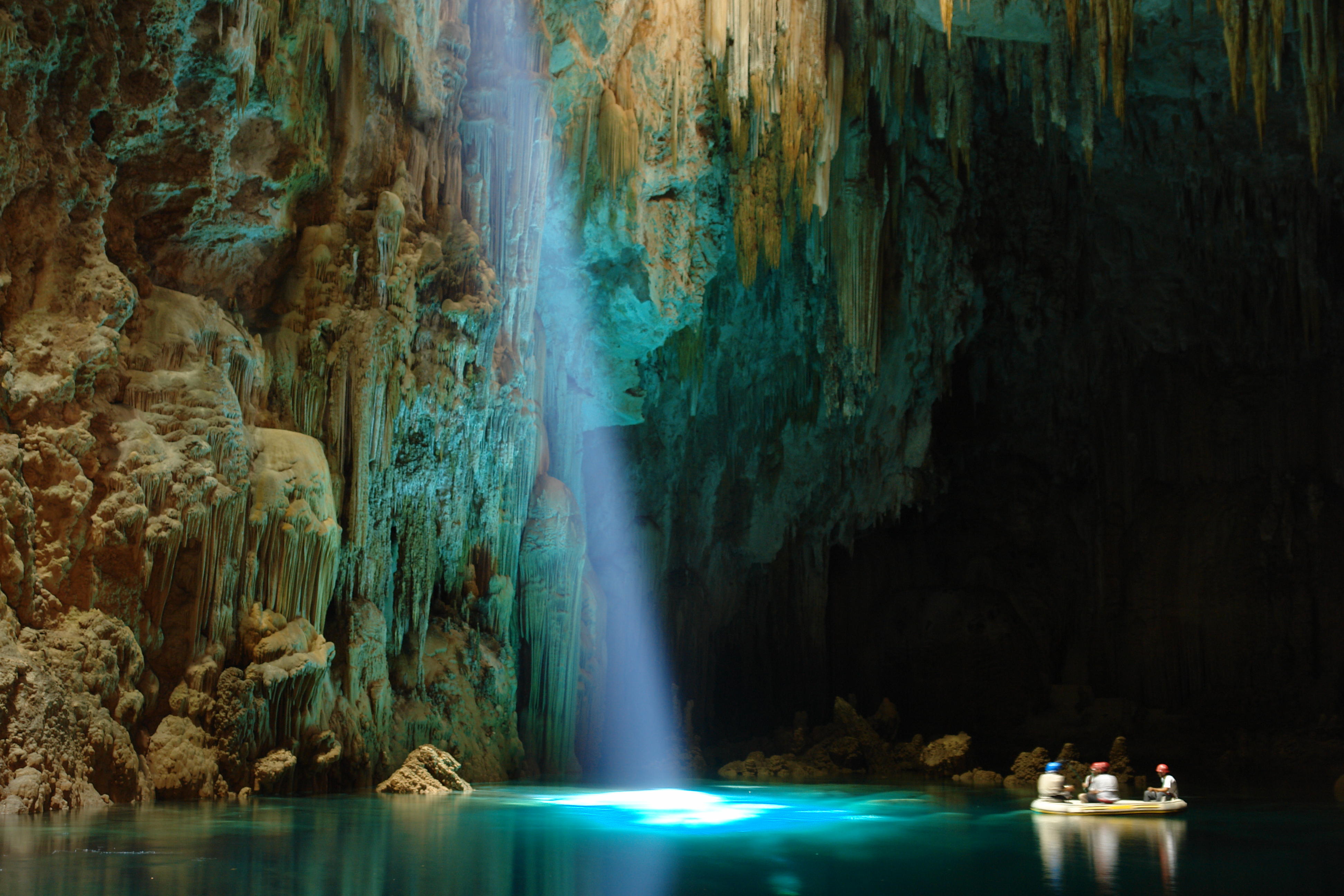

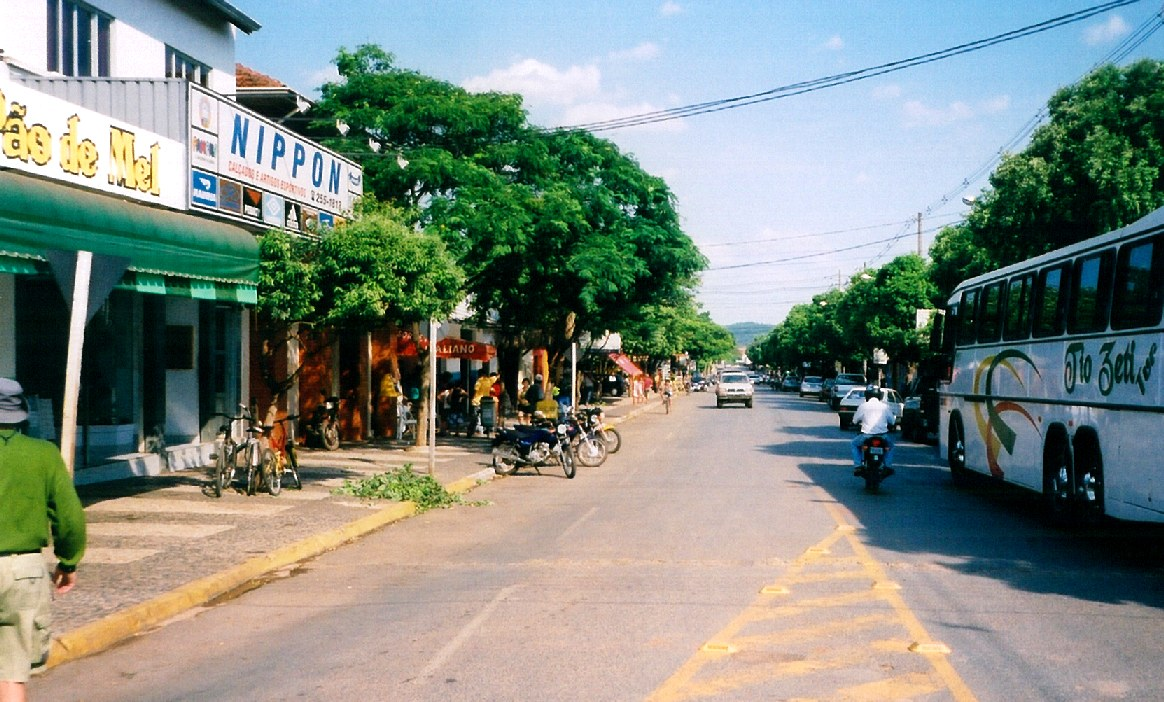

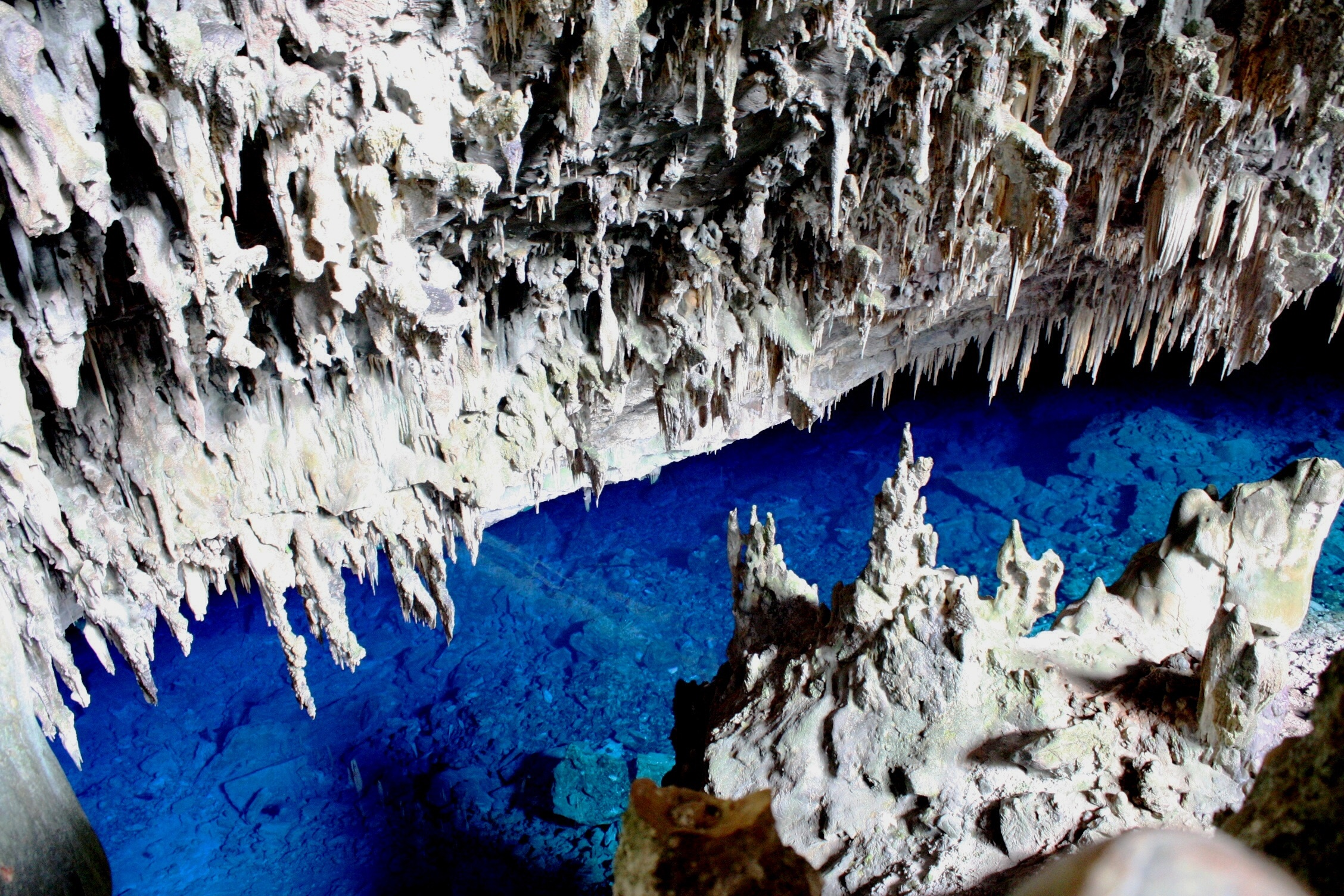

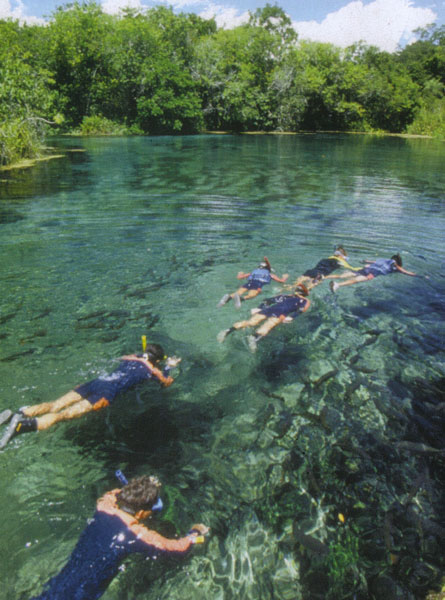

博尼圖（葡萄牙語：Bonito），是巴西的城鎮，位於該國西部，由南馬托格羅索州負責管轄，始建於1948年，面積4,934平方公里，海拔高度315米。
21°8′S 56°29′W / 21.133°S 56.483°W